# Presidente da Armênia
O presidente da Armênia é o chefe de Estado daquele país desde a sua independência da União Soviética, ocorrida em 21 de setembro de 1991. O título exato do cargo é "Presidente da República da Armênia".

## Eleição do presidente
Atualmente, o presidente armênio é eleito pela Assembleia Nacional (sufrágio indireto) para um mandato de 7 anos.

### Votação pré-2015
O presidente armênio é eleito por sufrágio universal direto, com os votos expressos através do voto secreto, pelos cidadãos armênios, para um mandato de cinco anos (renováveis uma única vez apenas).
A eleição ocorre cinquenta dias antes do fim do mandato do presidente em exercício, e a vitória de um candidato se dá por maioria absoluta. Se existirem mais de dois candidatos e nenhum conseguir ultrapassar a margem de 50%, um segundo turno entre os dois candidatos que tiverem obtido os melhores resultados é organizado catorze dias mais tarde.

### Elegibilidade
As condições de elegibilidade para a função são as seguintes:
- ter pelo menos trinta e cinco anos de idade,
- ser cidadão armênio há pelo menos dez anos,
- ter residido na Armênia nos dez anos anteriores à candidatura, e
- ter o direito ao voto.

### Posse e investidura
O candidato a vencer a eleição presidencial é investido no mesmo dia da expiração do mandato do presidente em exercício. O presidente deve fazer seu discurso de posse diante da Assembleia Nacional:
« Aceitando a função de Presidente da República da Armênia, eu juro cumprir sem reservas as obrigações previstas pela Constituição, respeitar os direitos e liberdades fundamentais do homem e do cidadão, manter a proteção, a independência, a integridade territorial e a segurança da República, para a glória da República da Armênia e o bem-estar dos cidadãos da República da Armênia. »

## Poderes presidenciais
A Armênia é um regime presidencial forte, no qual os amplos poderes disponíveis ao presidente são enumerados no artigo 55 da constituição armênia, notadamente:
- assinar e promulgar as leis (ou reenviá-las à Assembleia Nacional para reconsideração),
- emitir decretos e ordens de execução das leis, como chefe do poder executivo,
- dissolver a Assembleia Nacional e convocar eleições legislativas extraordinárias,
- indicar e destituir do poder o primeiro-ministro, assim como membros de seu governo, por sua recomendação,
- presidir o Comitê de Segurança Nacional,
- ser o comandante-em-chefe das forças armadas,
- conduzir a política externa do país,
- nomear os funcionários para certos cargos da administração,
- nomear alguns dos juízes da Corte Constitucional,
- nomear, sob recomendação do Conselho de Justiça, os principais membros do poder judiciário,
- recomendar à Assembleia Nacional os candidatos aos cargos mais elevados do Ministério Público, bem como o cargo de presidente do Banco Central,
- decretar a lei marcial ou o estado de emergência,
- conceder uma anistia
- apresentar as condecorações da República.

O presidente ainda divide com a Assembleia Nacional o direito de modificar a Constituição, e cabe somente a ele a prerrogativa de convocar um referendo a respeito das modificações planejadas.
O presidente dispõe de uma imunidade absoluta para todos os seus atos durante o seu mandato. Ao fim deste, a imunidade é mantida apenas para os atos realizados no exercício de suas funções.

## Duração do mandato
O mandato de uma presidência normalmente é de sete anos; este tempo de duração, no entanto, pode ser reduzido em caso de destituição pela Assembleia Nacional, quando o presidente for considerado culpado de alta traição ou de crimes graves, em caso de demissão, em caso de incapacidade do exercício da função, ou de morte.

## Presidentes armênios
A República da Armênia conheceu quatros presidentes:
| Nome                 | Posse                 | Reeleição               | Fim do mandato                    |
| -------------------- | --------------------- | ----------------------- | --------------------------------- |
| Levon Ter-Petrossian | 16 de outubro de 1991 | 22 de setembro de 1996  | 3 de fevereiro de 1998 (demissão) |
| Robert Kotcharian    | 30 de março de 1998   | 5 de março de 2003      | 9 de abril de 2008                |
| Serj Sargsyan        | 9 de abril de 2008    | 18 de fevereiro de 2013 | 9 de abril de 2018                |
| Armen Sarkissian     | 9 de abril de 2018    |                         | presente                          |

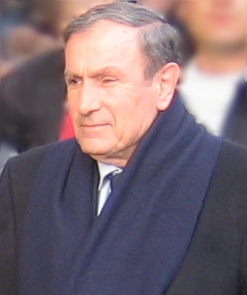
Levon Ter-Petrossian
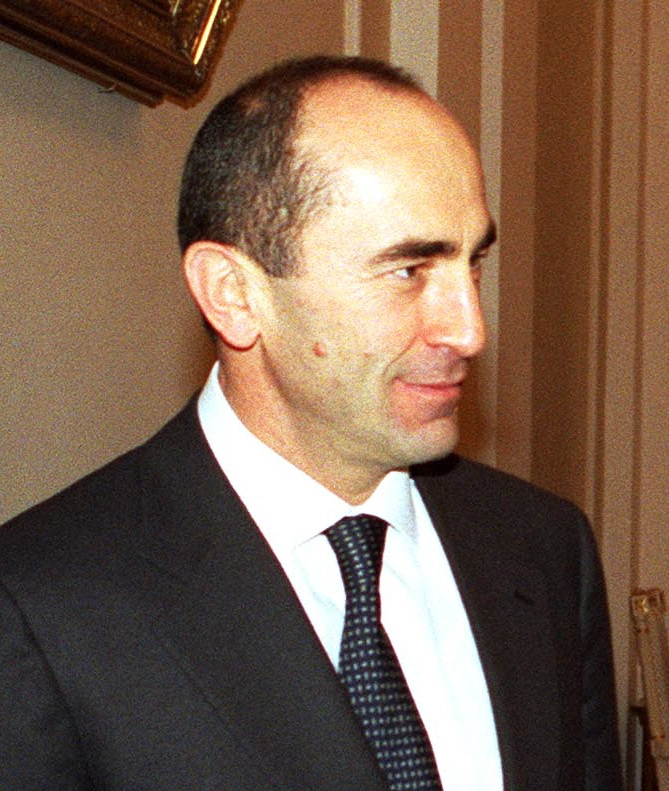
Robert Kotcharian
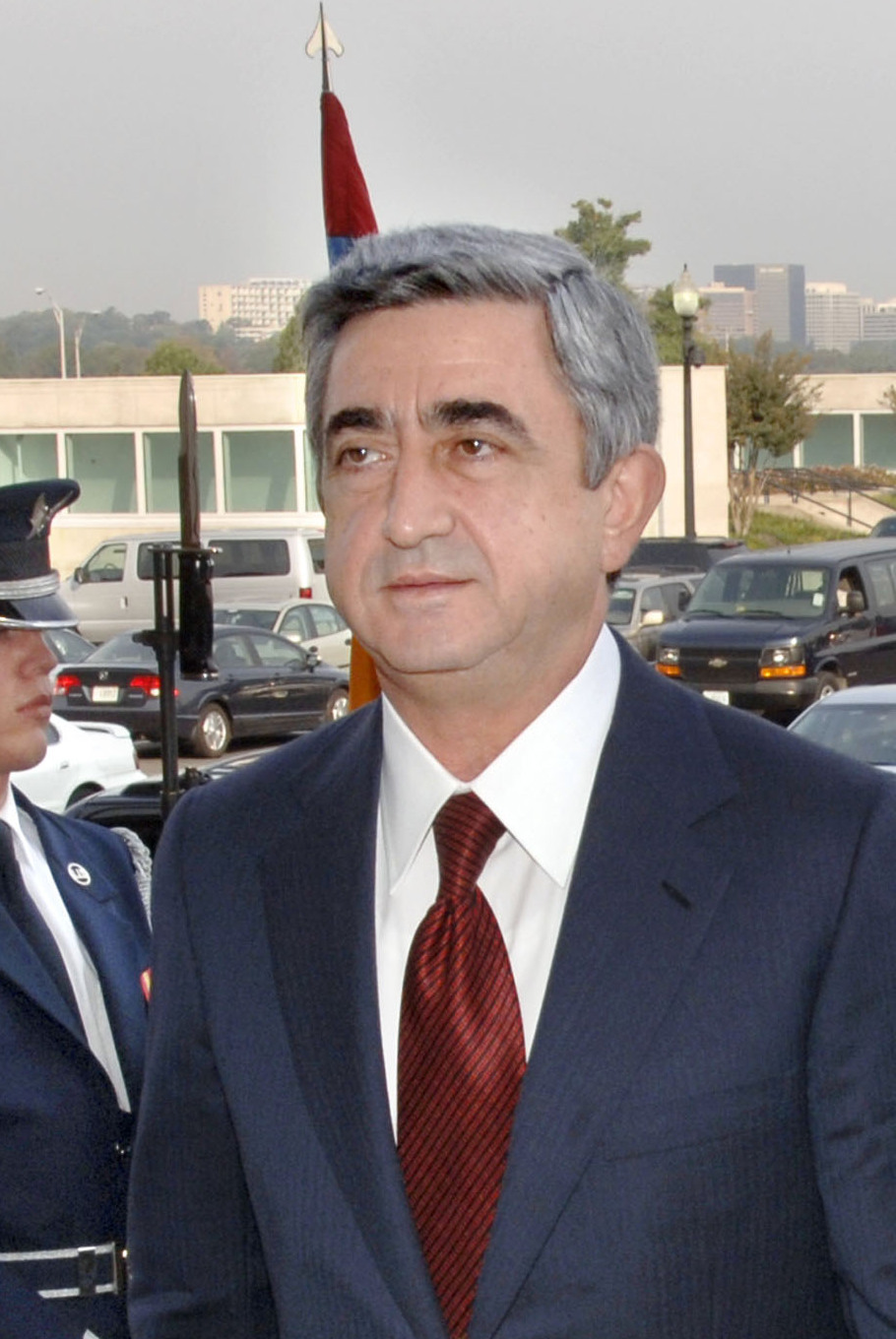
Serj Sargsian
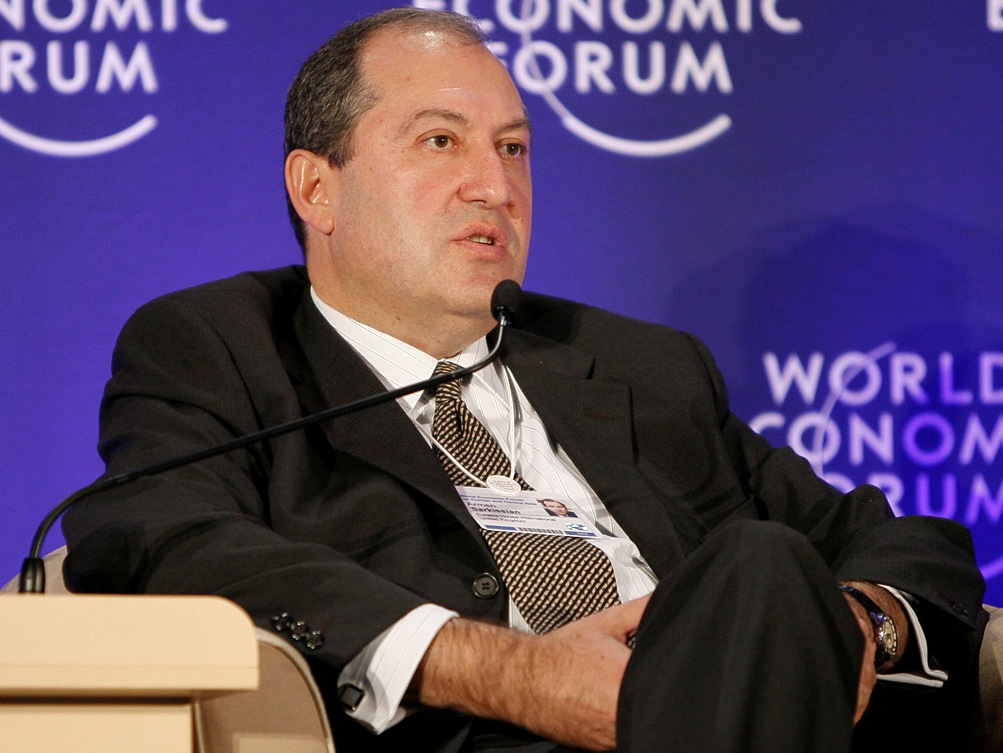
Armen Sarkissian

### Eleição de 1991
Esta eleição presidencial ocorreu em 16 de outubro de 1991, e viu o Presidente do Conselho, Levon Ter-Petrossian, ser eleito no primeiro turno.
| Candidato                  | Partido                              | %      |
| -------------------------- | ------------------------------------ | ------ |
| Levon Ter-Petrossian       | Movimento Nacional Armênio           | 83 %   |
| Parouyr Hayrikian          | União pela Autodeterminação Nacional | 7,2 %  |
| Sos Sargsian               | Dachnak                              | 4,33 % |
| Zori Balayan               | sem filiação                         | 0,45 % |
| Rafael Ghazarian           | sem filiação                         | 0,39 % |
| Achot Navasardian          | Partido Republicano da Armênia       | 0,16 % |
| Fonte: Jody C. Baumgartner |                                      |        |

### Eleição de 1996
Esta eleição presidencial ocorreu em 22 de setembro de 1996 e viu o presidente em exercício, Levon Ter-Petrossian, ser reeleito no primeiro turno.
| Candidato | Partido                                   | Votos   | %       |
| --- | ----------------------------------------- | ------- | ------- |
| Levon Ter-Petrossian | Movimento Nacional Armênio                | 646 888 | 51,75 % |
| Vazgen Manoukian | União Nacional Democrática                | 516 129 | 41,29 % |
| Sergeï Badalian | Partido Comunista Armênio                 | 79 347  | 6,34 %  |
| Achot Manoucharian | União Cívica dos Cientistas e Industriais | 7 529   | 0,60 %  |
| Fonte: Gabinete das Instituições Democráticas e dos Direitos do Homem<re>(em inglês) Gabinete das Instituições Democráticas e dos Direitos do Homem (OSCE), «Final Report on the Armenian Presidential Elections» (PDF). 24 de setembro de 1996. Consultado em 16 de março de 2008</ref> |                                           |         |         |

### Eleição de 1998
Esta eleição presidencial ocorreu nos dias 16 e 30 de março de 1998, e viu o primeiro-ministro do país, Robert Kotcharian, ser eleito no segundo turno.
| Candidato                                                                                                | Partido                              | 1º turno | Votos   | %       | 2º turno | Votos     | %         |
| --- | ------------------------------------ | -------- | ------- | ------- | -------- | --------- | --------- |
| Robert Kotcharian                                                                                        | sem afiliação                        |          | 545 938 | 38,50 % |          | 908 613   | 58,91 %   |
| Karen Demirtchian                                                                                        | Iniciativa civil                     |          | 431 967 | 30,46 % |          | 618 764   | 40,12 %   |
| Vazgen Manoukian                                                                                         | União Nacional Democrática           |          | 172 449 | 12,16 % |          | eliminado | eliminado |
| Serguei Badalian                                                                                         | Partido Comunista Armênio            |          | 155 023 | 10,93 % |          | eliminado | eliminado |
| Parouyr Hayrikian                                                                                        | União pela Autodeterminação Nacional |          | 76 212  | 5,37 %  |          | eliminado | eliminado |
| David Shahnazarian                                                                                       | Século XXI                           |          | ?       | 0,49 %  |          | eliminado | eliminado |
| Artashes Geghamyan                                                                                       | Unidade Nacional                     |          | ?       | 0,45 %  |          | eliminado | eliminado |
| Hrant Khatchatrian                                                                                       | União do Direito Constitucional      |          | ?       | ?       |          | eliminado | eliminado |
| Vigen Khatchatrian                                                                                       | Partido Democrata Liberal            |          | ?       | ?       |          | eliminado | eliminado |
| Aram Sargsian                                                                                            | Partido Republicano da Armênia       |          | ?       | ?       |          | eliminado | eliminado |
| Yuri Mkhrtchian                                                                                          | sem afiliação                        |          | ?       | ?       |          | eliminado | eliminado |
| Achot Bleyan                                                                                             | Nova Via                             |          | ?       | ?       |          | eliminado | eliminado |
| Fonte: Gabinete das Instituições Democráticas e dos Direitos do Homem, Encyclopedia of the Nations, IFES |                                      |          |         |         |          |           |           |

### Eleição de 2003
Esta eleição presidencial ocorreu nos dias 19 de fevereiro e 5 de março de 2003, e viu o presidente em exercício, Robert Kotcharian, ser reeleito no segundo turno.
| Candidato                         | Partido                         | 1º turno | Votos     | %        | 2º turno | Votos     | %         |
| --------------------------------- | ------------------------------- | -------- | --------- | -------- | -------- | --------- | --------- |
| Robert Kotcharian                 | sem afiliação                   |          | 700 808   | 49,49 %  |          | 1 044 424 | 67,44 %   |
| Stepan Demirtchian                | Partido do Povo                 |          | 399 757   | 28,23 %  |          | 504 146   | 32,56 %   |
| Artashes Geghamyan                | Unidade Nacional                |          | 250 145   | 17,67 %  |          | eliminado | eliminado |
| Aram Karapetyan                   | União do Direito Constitucional |          | 41 195    | 2,92 %   |          | eliminado | eliminado |
| Vazgen Manoukian                  | União Nacional Democrática      |          | 12 904    | 0,92 %   |          | eliminado | eliminado |
| Ruben Avagyan                     | Miaorvats Aier                  |          | 5 788     | 0,41 %   |          | eliminado | eliminado |
| Aram Sargsian                     | Partido Republicano da Armênia  |          | 3 034     | 0,21 %   |          | eliminado | eliminado |
| Aram Harutyunian                  | Partido da Conciliação Nacional |          | 1 272     | 0,09 %   |          | eliminado | eliminado |
| Garnik Margarian                  | Pátria e Dignidade              |          | 854       | 0,06 %   |          | eliminado | eliminado |
| Total                             |                                 |          | 1 416 357 | 100,00 % |          | 1 548 570 | 100,00 %  |
| Fonte: Comissão Eleitoral Central |                                 |          |           |          |          |           |           |

### Eleição de 2008
O primeiro turno da eleição presidencial de 2008 ocorreu em 19 de fevereiro. Um segundo turno estava previsto para 4 de março, porém Serj Sargsian acabou vencendo-a já no primeiro turno.
| Candidato                         | Partido                         | Votos     | %       |
| --------------------------------- | ------------------------------- | --------- | ------- |
| Serj Sargsian                     | Partido Republicano da Armênia  | 862 369   | 52,82 % |
| Levon Ter-Petrossian              | sem afiliação                   | 351 222   | 21,50 % |
| Artur Baghdasarian                | Estado de Direito               | 272 427   | 17,70 % |
| Vahan Hovhannisian                | Dashnak                         | 100 966   | 6,20 %  |
| Vazgen Manoukian                  | União Nacional Democrática      | 21 075    | 1,30 %  |
| Tigran Karapetian                 | Partido do Povo                 | 9 792     | 0,60 %  |
| Artashes Geghamyan                | Partido da Unidade Nacional     | 7 524     | 0,46 %  |
| Arman Melikian                    | sem afiliação                   | 4 399     | 0,27 %  |
| Aram Harutyunian                  | Partido da Conciliação Nacional | 2 892     | 0,17 %  |
| Total                             | Total                           | 1 632 666 | 100,00% |
| Fonte: Comissão Eleitoral Central |                                 |           |         |

A oposição, entretanto, provocou um escândalo ao acusar uma fraude em grande escala. Segundo os observadores enviados pela Organização para a Segurança e Cooperação na Europa (OSCE), esta eleição teria satisfeito amplamente os padrões internacionais. Ainda assim, os partidários de Levon Ter-Petrossian chegaram até mesmo a organizar manifestações, dispersadas violentamente em 1 de março, e que levaram o presidente a decretar o estado de emergência..